# Lehsen
Lehsen är en ortsteil i kommunen Wittenburg i Landkreis Ludwigslust-Parchim i förbundslandet Mecklenburg-Vorpommern i Tyskland. Lehsen var en kommun fram till 25 maj 2014 när den uppgick i Wittenburg. Kommunen Lehsen hade 353 invånare 2014.